# Damalis speculiventris
Damalis speculiventris är en tvåvingeart som beskrevs av de Meijere 1911. Damalis speculiventris ingår i släktet Damalis och familjen rovflugor. Inga underarter finns listade i Catalogue of Life.